# Cześć, jak się masz?
Cześć, jak się masz? (zapis stylizowany: cześć, jak się masz?) – singel polskiego piosenkarza Sobla oraz polskiej piosenkarki Sanah. Utwór pochodzi z albumów Pułapka na motyle w wersji platynowej oraz Irenka w wersji finalnej. Singel został wydany 11 października 2021.
Kompozycja znalazła się na 1. miejscu listy AirPlay – Top, najczęściej odtwarzanych utworów w polskich rozgłośniach radiowych. Nagranie otrzymało w Polsce status diamentowego singla, przekraczając liczbę 250 tysięcy sprzedanych kopii.

## Geneza utworu i historia wydania
Piosenka została napisana i skomponowana przez Szymona Sobla, Zuzannę Jurczak, Dominica Buczkowskiego-Wojtaszek, Patryka Kumóra, Aleksandra Kowalskiego i Toma Martina. Utwór i teledysk został stworzony w ramach kampanii Mastercard Music. Sobel o singlu: 

To utwór o uczuciu miłości tak silnym, że aż bolesnym. Niektórzy mogą być zaskoczeni samą piosenką, ale już kiedyś wspominałem, że muzyka dla mnie nie ma granic. A jeśli numer wywołuje emocje i skłania do myślenia, będzie ona zawsze ponad podziałami.

Singel ukazał się w formacie digital download 11 października 2021 w Polsce za pośrednictwem wytwórni płytowej Def Jam Recordings i Magic Records w dystrybucji Universal Music Polska. Następnie został wydany jako winyl (limitowana edycja w programie Mastercard Bezcenne Chwile). Piosenka została umieszczona na debiutanckim albumie studyjnym Sobla – Pułapka na motyle w wersji platynowej oraz drugiej płycie Sanah – Irenka w wersji finalnej.
Utwór znalazł się na polskich składankach m.in. Bravo Hits: Zima 2022 (wydana 26 listopada 2021), Hity na czasie: Zima 2022 (wydana 3 grudnia 2021), Hity na czasie: Wiosna 2022 (wydana 11 marca 2022) i Bravo Hits: Muzyka Polska. Volume 2 (wydana 18 listopada 2022).

## „Cześć, jak się masz?” w stacjach radiowych
Nagranie było notowane na 1. miejscu w zestawieniu AirPlay – Top, najczęściej odtwarzanych utworów w polskich rozgłośniach radiowych.

## Teledysk
Do utworu powstał teledysk w reżyserii duetu reżyserskiego Andiamo. Materiał wideo udostępniono 13 października 2021 za pośrednictwem serwisu YouTube.
Wideo znalazło się na 1. miejscu na liście najczęściej odtwarzanych teledysków przez telewizyjne stacje muzyczne.

## Lista utworów
- Digital download[4]

1. „Cześć, jak się masz?” – 3:21

- 7" single[5]

1. „Cześć, jak się masz?” – 3:21
2. „Cześć, jak się masz?” (wersja instrumentalna) – 3:21

## Notowania
| Kraj   | Lista (2022–23)          | Najwyższa pozycja |
| ------ | ------------------------ | ----------------- |
| Polska | Billboard Poland Songs   | 24                |
| Polska | OLiS – single w streamie | 88                |

| Kraj   | Lista (2021–22)   | Najwyższa pozycja |
| ------ | ----------------- | ----------------- |
| Polska | AirPlay – Top     | 1                 |
| Polska | AirPlay – Nowości | 1                 |
| Polska | AirPlay – TV      | 1                 |

| Kraj   | Lista (2021)  | Pozycja |
| ------ | ------------- | ------- |
| Polska | AirPlay – Top | 77      |
| Polska | Lista (2022)  | Pozycja |
| Polska | AirPlay – Top | 84      |

## Certyfikaty
| Kraj          | Certyfikat       | Sprzedaż |
| ------------- | ---------------- | -------- |
| Polska (ZPAV) | diamentowa płyta | 250 000+ |

## Wyróżnienia
| Rok  | Konkurs                  | Kategoria                   | Rezultat    |
| ---- | ------------------------ | --------------------------- | ----------- |
| 2021 | Gorąca 100               | 100 największych hitów 2021 | 14. miejsce |
| 2021 | Przebój roku RMF FM 2021 | Przebój roku                | 34. miejsce |